# Pabellón 83
El Pabellón 83 es una casona de madera de tres pisos ubicada en la ciudad chilena de Lota, Provincia de Concepción, construida originalmente en 1915 como casa habitación para las familias de los mineros del carbón, y que actualmente funciona como centro cultural para personas con riesgo social en el sector.
Por su valor histórico y patrimonial, al ser el único ejemplar que se conserva de su especie, desde el año 2009 es considerado Monumento Nacional de Chile, en la categoría de Monumento Histórico.

## Historia

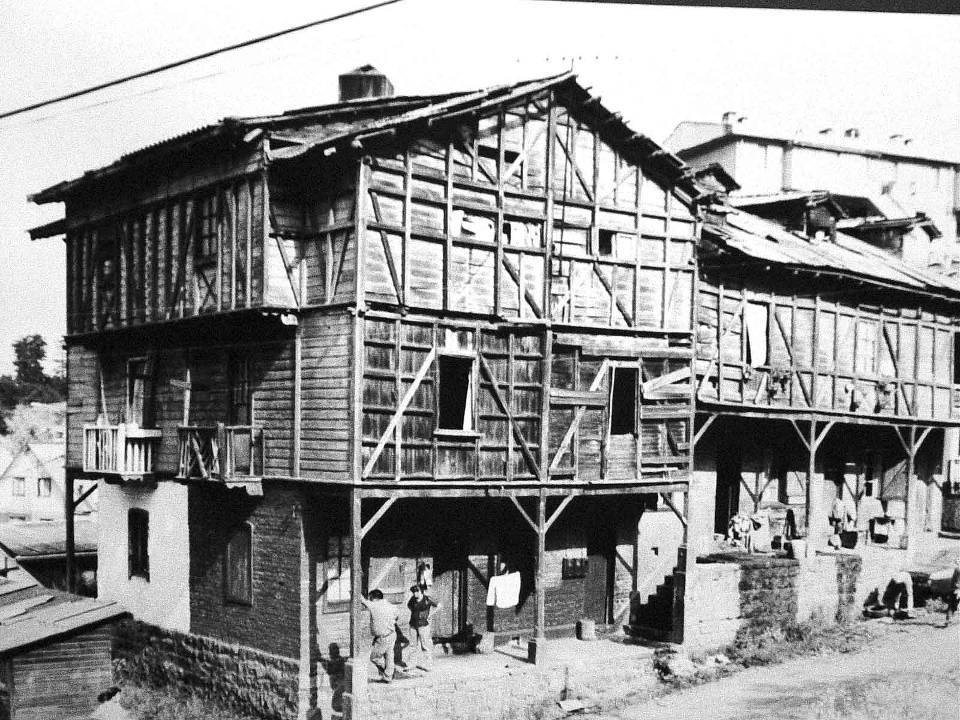
Antiguo Pabellón 83.

El Pabellón 83 fue construido en 1915 con la finalidad de albergar veinte familias mineras de Lota, que por ese entonces era una de las principales fuentes de extracción del carbón en Chile.
En 1956, la construcción sufre un grave incendio, que reduce su utilización a sólo diez de sus veinte apartamentos originales. Posteriormente, con el desuso y la falta de mantención, el edificio se fue deteriorando.
Luego del cierre de las minas de Lota, los habitantes dejan el pabellón, siendo ocupado por siete familias indigentes hasta fines de 2003, año en que son erradicados al sector El Roble.

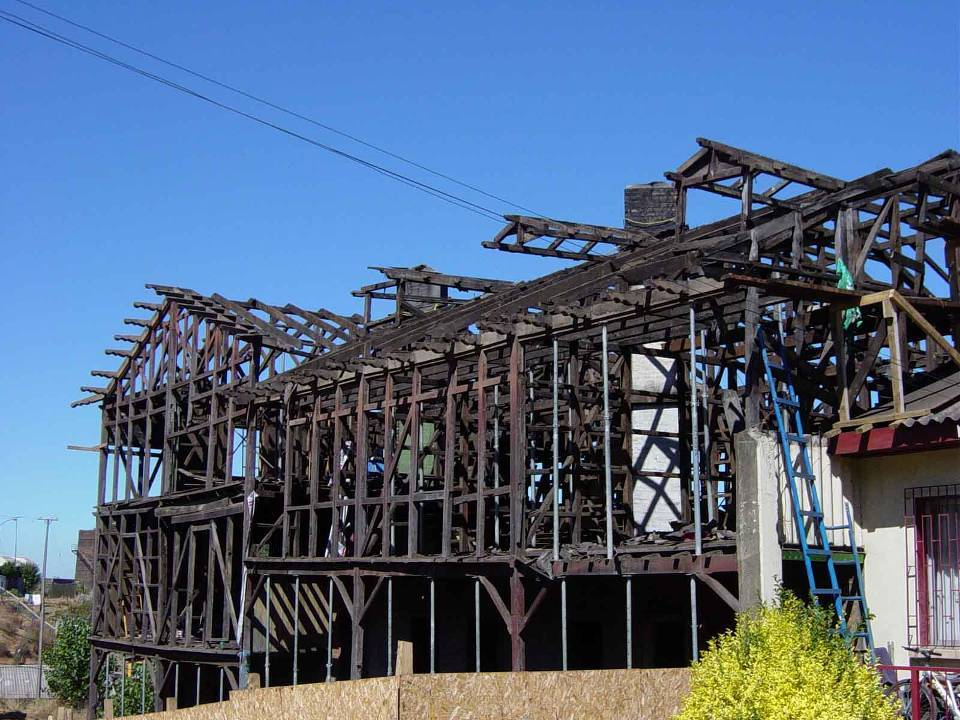
Recuperación de la fachada del pabellón.

En la década de 2000, a través de un Comité Técnico conformado por la Empresa Nacional del Carbón (ENACAR), la Secretaría Regional Ministerial de Vivienda y Urbanismo del Biobío, la Ilustre Municipalidad de Lota, el Fondo de Solidaridad e Inversión Social (FOSIS) y el Programa Integral para la Superación de la Pobreza Urbana (PISPU), se decide recuperar el inmueble para ser utilizado como Centro Cultural. Luego de su remodelación, la administración del Pabellón 83 fue entregada a la Fundación CEPAS (Centro de Educación y Promoción de Acción Solidaria), la cual ya venía desarrollando su labor desde 1990 en las comunas de Coronel, Lota y posteriormente Tomé.
El 6 de octubre de 2009, el Pabellón 83 fue reconocido como Monumento Nacional de Chile, en la categoría de Monumento Histórico.

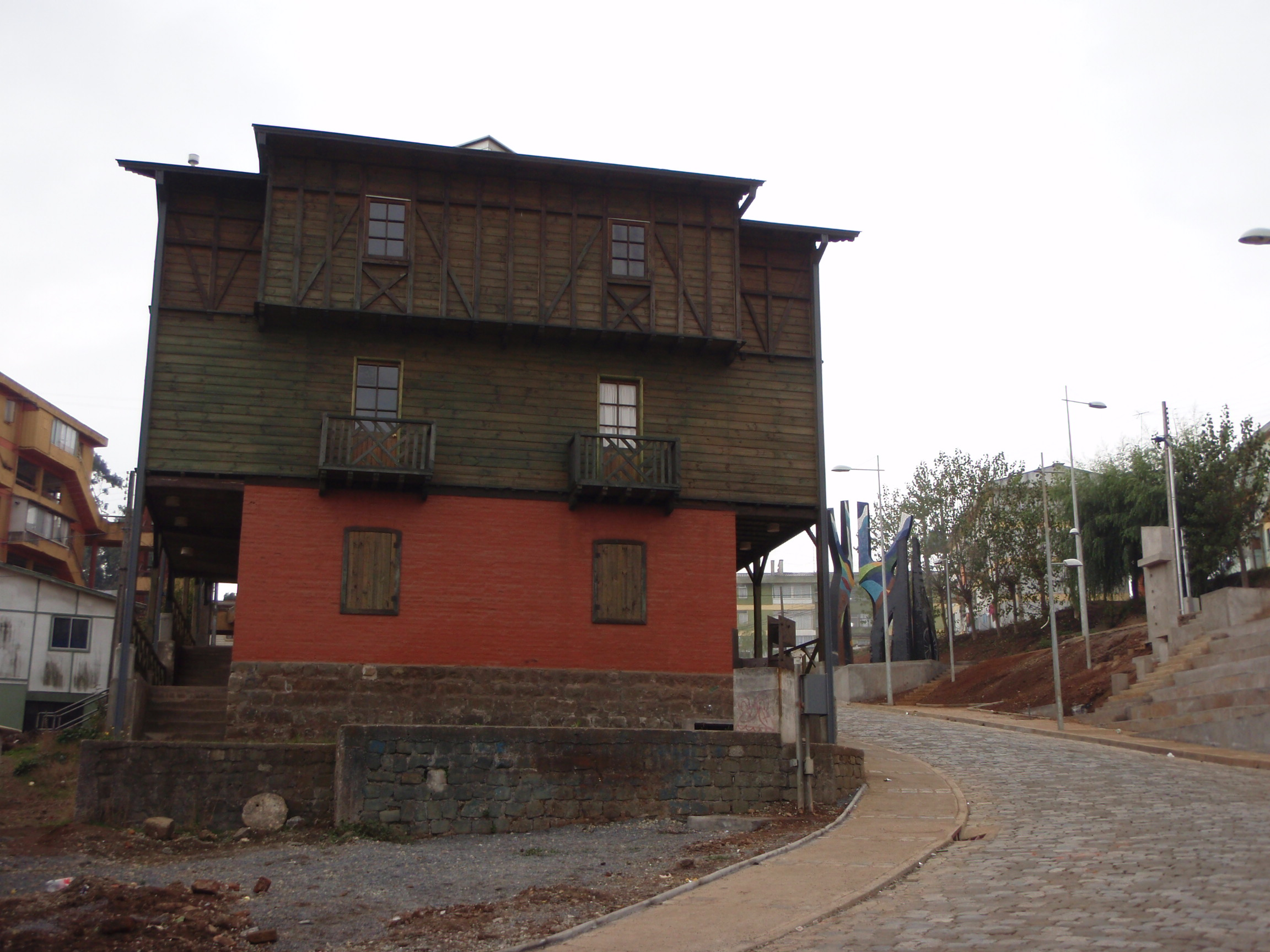
Pabellón visto desde abajo.

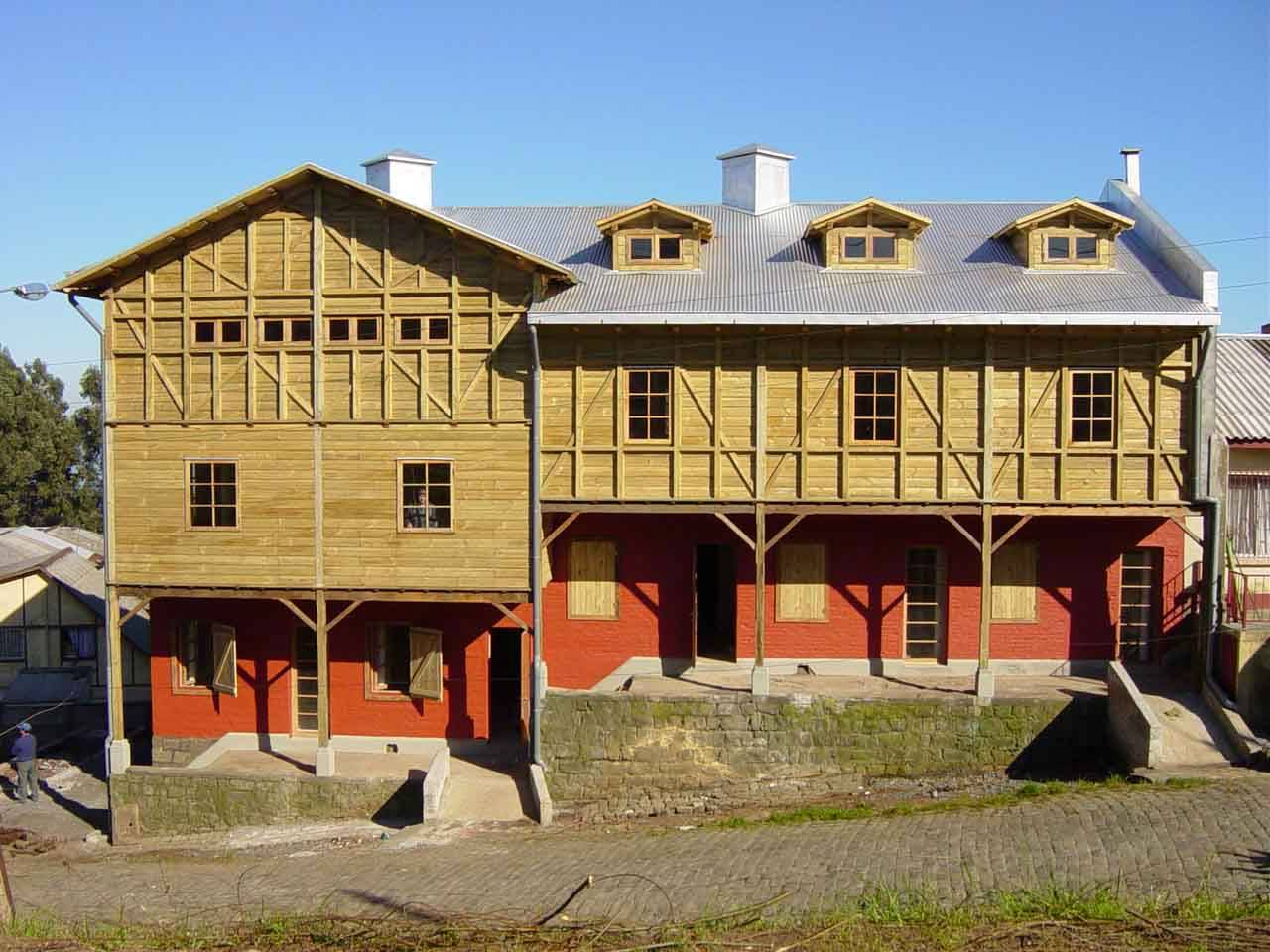
Frontis del Pabellón 83 antes de pintarse de verde su fachada superior.

## Arquitectura
La construcción, inspirada en la arquitectura inglesa, distribuía cada apartamento de modo que cada uno tuviera tres pisos, totalizando una superficie de 1408,80 metros cuadrados. El primer piso estaba hecho de albañilería doble, para uso de cocina y living-comedor, mientras que los dos niveles superiores, hechos de madera, correspondían a dormitorios. Los baños eran exteriores y de uso colectivo.

## Centro Cultural
El Centro Cultural Comunitario Pabellón 83 busca desde sus inicios el rescate y preservación de la cultura en Lota y los alrededores.